# Dasyhelea bensoni
Dasyhelea bensoni är en tvåvingeart som beskrevs av Edwards 1933. Dasyhelea bensoni ingår i släktet Dasyhelea och familjen svidknott. Inga underarter finns listade i Catalogue of Life.